# ケビン・クラッシュ
ケビン・クラッシュ（Kevin Clash、1960年9月17日 - ）は、アメリカ合衆国の人形使い。
ジム・ヘンソンのマペットの主要な人形使いとして『マペット』（クリフォード）、『セサミストリート』（エルモ）などを演じた。

## 出演作品

### テレビ
1980年-2012年
- セサミストリート（エルモ、他）

1989年
- ジム・ヘンソンのファンタジー・ワールド（レオン、クリフォード、他）

1991年-1994年
- 恐竜家族（ベイビー・ブルース・シンクレア、ハワード・ハンダップミー、他）

1996年-1998年
- マペット放送局（クリフォード、カーター、ウォドーフ〈代役〉他）

2002年
- マペットのメリー・クリスマス（サム）

2005年
- マペットのオズの魔法使い（クリフォード、ブラック・ドッグ、他）

2019年
- ダーククリスタル: エイジ・オブ・レジスタンス

### 映画
1986年
- ラビリンス/魔王の迷宮（ファイアリー）

1990年
- ミュータント・タートルズ（スプリンター）

1991年
- ミュータント・ニンジャ・タートルズ2（スプリンター）

1996年
- マペットの宝島（ポリー、ナマハム、ブラック・ドッグ、他）

1999年
- ゴンゾ宇宙に帰る（クリフォード、カーター、他）
- エルモと毛布の大冒険（エルモ、他）

2018年
- パペット大騒査線 追憶の紫影（ライル/ミスター・バンブリーパンツ）